# Артур Онеґґер
Арту́р Онеґґе́р (фр. Arthur Honegger; 10 березня 1892, Гавр — 27 листопада 1955) — швейцарський композитор, який входив до об'єднання «французька шістка». Член інституту Франції (1953).

## Життєпис
Народився у місті Гавр. Музичну освіту отримував у Парижі в А. Жедальжа, Ш. М. Відора і В. д'Енді. На початку 20-х рр. став членом об'єднання «Шістка». Випробував неокласичний вплив І. Стравінського, Ж. Кокто, Е. Саті, що виступали проти імпресіонізму й експресіонізму.
Уже із середини 20-х рр. ішов самостійним шляхом. Активний діяч Народної музичної федерації (30-і рр.). Брав участь у створенні колективних спектаклів для виконання на відкритому повітрі, зокрема «14 липня» (1936 рік, Париж), «Воля» (1937), писав масові пісні й марші. Відвідав СРСР (1928; диригував авторськими концертами).
У творчості Онеґґера оригінально сполучаються традиції французької й швейцарської народної й професійної музики із досягненнями музичної культури XX сторіччя. Його добутки позначені гуманізмом, прогресивною й антифашистською спрямованістю[джерело?]. Великий внесок Онеґґер вніс у розвиток жанру опери-ораторії. У творах цього жанру риси неокласицизму й романтизму своєрідно відтворюються крізь призму композиторської індивідуальності.
Серед них виділяються: драматична ораторія «Цар Давид» (1921 рік, 3-я редакція 1924), ораторія «Лемент миру» (1931), драматична ораторія «Жанна д'Арк на багатті» (1935), кантата «Пісня Звільнення» (1942), «Різдвяна кантата» (1953). Автор 5 симфоній (1930–1950) та інших творів для оркестру, зокрема «Пасифік 231» (1923), «Монопартита» (1951). Писав також балети, оперети, романси, пісні, фортепіанні п'єси, музику до драматичних спектаклів, для радіо, кіно.
Також Артур Онеґґер є автором книги «Я — композитор» (фр. Je suis compositeur), в якій автобіографічні мотиви переплітаються з роздумами майстра про долю композиторів у європейській культурі.
Помер у Парижі 27 листопада 1955 року від серцевого нападу. Його поховали на цвинтарі Сен-Венсан.

## Риси стилю
Артур Онеґґер є чи не найяскравішим композитором-симфоністом І половини ХХ ст. поруч з такими митцями як Б. Бріттен (Англія), Б. Лятошинський (Україна), А. Копланд (США). 
Попри те, що в списку творчів симфонії не є переважаючими, ці партитури є важливими як зразки симфомфонізму нового типу. В усіх творах можемо простежити ознаки різних стилів, есенцію різних епох, однак вони не справляють враження стилістичного колажу. Адже Артур Онеґґер аж ніяк не наслідує стилі чи жанрової моделі, але завдяки докладному вивченню історії музики використовує глибинні принципи музичної мови точо чи іншого стилю, а не зовнішні ознаки.
Таким чином в індивідуальному стилі композитора виділяємо:
- риси неокласицизму: всі твори мають дуже логічну чітку форму класичного типу (наприклад в симфоніях використовує сонатну форму із вступом та кодою)
- риси необароко та неоромантизму: використовує музичні форми, композиторські прийоми та жанрові моделі інших епох (наприклад форми з basso ostinato, запозичує прийоми роботи остинато ідентичні вокальній поліфонії пізнього середньовіччя, застосуовує темброві варіації  ранньоромантичного типу тощо) в симфонічній творчості 
- елементи експресіонізму та імпресіонізму: використовує темброву диференціацію, темброву драматургію, лейттематизм та лейттембровість; складні дисонантні гармонії задля оновлення фонізму; застосовує еліпсиси та часті несподівані тональні відхилення, що справляє враження відсутності тональності.
В процесі творчого становлення А. Онеґґер обирає власну модель симфонічного циклу. Нововведенням є новий тип скерцо — мілітарне скерцо (гримаса війни, насмішка режиму). Композитор знаходить формулу для суміщення функцій скерцо та фіналу в останній частині. Також Онеґґер засновав новий жанр оркестрової музики — симфонічний рух, який на відміну від симфонічної поеми розкриває лише один образ,та водночас не є таким лаконічним як п'єса для оркестру.

## Список творів

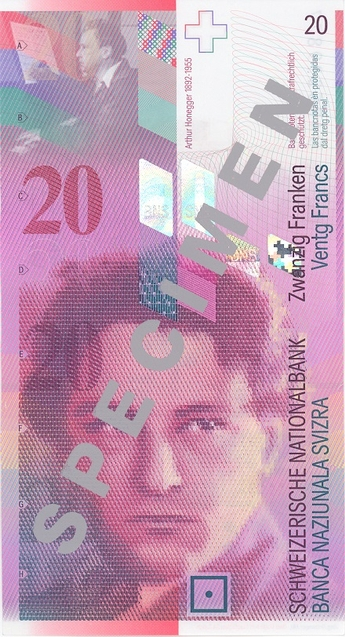
А. Онеггер, зображений на банкноті 20 Швейцарських франків

- Для оркестру:

Симфонії:
1930 : H 75 Симфонія № 1 in C
1941 : H 153 Симфонія № 2 для струнних і труби in D (Symphony for Strings)
1946 : H 186 Симфонія № 3 (Літургічна)
1946 : H 191 Симфонія № 4 in A (Deliciae basiliensis)
1950 : H 202 Симфонія № 5 in D (Di tre re)
«Симфонічні рухи» («Mouvements Symphoniques»)
1923 : H 53 Pacific 231 (Mouvements symphonique n°1)
1928 : H 67 Rugby (Mouvements symphonique n°1)
1933 : H 83 Mouvements symphonique n°3
Інше :
1948 : H 196 Камерний концерт для флейти, англійського ріжка і струнних
1917 : H 16 Le Chant de Nigamon
1920 : H 31 Pastorale d'été
1923 : H 47 Chant de joie (Пісня радості)
1951 : H 204 Monopartita
- Ораторії :

1921 : H 37 «Цар Давид» (Le Roi David)
1935 : H 99 «Жанна д'Арк на вогнищі» (Jeanne d'Arc au bûcher)
1938 : H 131 «Танок смерті» (La Danse des morts)
1953 : H 212 «Різдвяна кантата» (Une Cantate de Noël)
- Опери :

1918 : La Mort de Sainte Alméenne, pour voix et piano, orchestrations écrites en 2005 par Nicolas Bacri assisté par Harry Halbreich
1925 : Judith, version opéra sérieux, livret de René Morax
1926 : Antigone, de Jean Cocteau d'après Sophocle, seul véritable opéra de Honegger
1937 : L'Aiglon (en collaboration avec Jacques Ibert)
1926 : H 65 Антігона, libretto by Jean Cocteau based on Sophocles
- Балети :

1918 : H 19 Le Dit des jeux du monde
1921 : H 38 Horace victorieux, symphonie mimée
1922 : Fantasio
1922 : Skating Rink, symphonie chorégraphique
1925 : Sous-marine
1928 : Orchestration de la Suite de Les Noces d'Amour et de Psyché de Jean-Sébastien Bach
1928 : Roses de métal
1929 : Amphion, livret de Paul Valéry
1934 : Sémiramis, livret de Paul Valéry
1937 : Le Cantique des cantiques
1943 : L'Appel de la montagne
- Камерна музика:

Струнні квартети
1917 : H 15 № 1 до-мінор
1935 : H 103 № 2 in D
1937 : H 114 № 3 in E
- Музика до кінофільмів, спектаклів